# Équipe de Bolivie de football à la Copa América 1997
L'équipe de Bolivie de football participe à sa 19e Copa América lors de l'édition 1997 qui se tient sur son sol du 11 juin 1997 au 29 juin 1997. Elle se rend à la compétition en tant que quart de finaliste de la Copa América 1995.
Les Boliviens passent la phase de poule en terminant premiers du groupe B puis ils atteignent la finale après avoir battus la Colombie et le Mexique en quart de finale et demi-finale. Avant finale, les joueurs se présentent avec un bilan de 5 victoires en 5 matchs puis ils perdent contre les Brésiliens sur un score de 3-1.

## Résultat

### Premier tour
| Classement final |           |     |   |   |   |   |    |    |      |
|                  | Équipe    | Pts | J | G | N | P | BP | BC | Diff |
| 1                | Bolivie   | 9   | 3 | 3 | 0 | 0 | 4  | 0  | +4   |
| 2                | Pérou     | 6   | 3 | 2 | 0 | 1 | 3  | 2  | +1   |
| 3                | Uruguay   | 3   | 3 | 1 | 0 | 2 | 2  | 2  | 0    |
| 4                | Venezuela | 0   | 3 | 0 | 0 | 3 | 0  | 5  | -5   |

| 12 juin | Bolivie | 1 | 0 | Venezuela |
| 12 juin | Pérou   | 1 | 0 | Uruguay   |
| 15 juin | Uruguay | 2 | 0 | Venezuela |
| 15 juin | Bolivie | 2 | 0 | Pérou     |
| 18 juin | Pérou   | 2 | 0 | Venezuela |
| 18 juin | Bolivie | 1 | 0 | Uruguay   |

| 12 juin 1997 | Bolivie                | 1 – 0   | Venezuela    | Estadio Hernando Siles (La Paz)               |                                               |
|              | Coimbra 60e · Peña 59e | (0 - 0) | McIntosh 73e | Spectateurs : 40 000 Arbitrage : Byron Moreno | Spectateurs : 40 000 Arbitrage : Byron Moreno |

| 15 juin 1997 | Bolivie                         | 2 – 0   | Pérou     | Estadio Hernando Siles (La Paz) |                             |
|              | Etcheverry 45e · Baldivieso 50e | (1 - 0) | Reyna 20e | Arbitrage : Rodrigo Badilla     | Arbitrage : Rodrigo Badilla |

| 18 juin 1997 | Bolivie        | 1 – 0   | Uruguay | Estadio Hernando Siles (La Paz)                          |                                                          |
|              | Baldivieso 29e | (1 - 0) |         | Spectateurs : 30 000 Arbitrage : Antonio Marrufo Mendoza | Spectateurs : 30 000 Arbitrage : Antonio Marrufo Mendoza |

### Quart de finale
| 21 juin 1997 | Bolivie                        | 2 – 1 | Colombie    | Estadio Hernando Siles (La Paz)                   |                                                   |
| | Etcheverry 3e · E. Sánchez 24e | (2 - 0) | Gaviria 57e | Spectateurs : 30 000 Arbitrage : Horacio Elizondo | Spectateurs : 30 000 Arbitrage : Horacio Elizondo |
| Trucco - O. Sánchez, Sandy, J. Peña, S. Castillo - Cristaldo, V. Soria, Baldivieso, R. Castillo ( 71e Melgar) - E. Sánchez ( 75e Moreno), Etcheverry | Équipes                        | Mondragón - Santa, Córdoba, Bermúdez, Moreno - Gaviria, Pérez ( 26e Morantes), Cabrera, Pacheco ( 46e Escobar) - Ricard ( 67e Zuleta), Aristizábal |             | Spectateurs : 30 000 Arbitrage : Horacio Elizondo | Spectateurs : 30 000 Arbitrage : Horacio Elizondo |

### Demi-finale
| 25 juin 1997 | Bolivie                                       | 3 – 1 | Mexique    | Estadio Hernando Siles (La Paz)                    |                                                    |
| | E. Sánchez 27e · R. Castillo 39e · Moreno 79e | (2 - 1) | Ramírez 8e | Spectateurs : 40 000 Arbitrage : Epifanio González | Spectateurs : 40 000 Arbitrage : Epifanio González |
| Trucco - O. Sánchez, Sandy, J. Peña, S. Castillo - Cristaldo, V. Soria, Baldivieso, R. Castillo ( 73e Melgar) - E. Sánchez ( 59e Moreno ( 76e Blanco)), Etcheverry | Équipes                                       | Ríos - Pardo, Romero ( 73e Abundis), Suárez ( 42e), Sánchez ( 75e) - Chávez, Villa, Lara, Ramírez ( 59e García) - Palencia ( 46e Blanco), Hernández |            | Spectateurs : 40 000 Arbitrage : Epifanio González | Spectateurs : 40 000 Arbitrage : Epifanio González |

### Finale
| 29 juin 1997 | Brésil                                     | 3 – 1 | Bolivie        | Estadio Hernando Siles (La Paz)               |                                               |
| | Edmundo 40e · Ronaldo 79e · Zé Roberto 90e | (1 - 1) | E. Sánchez 45e | Spectateurs : 46 000 Arbitrage : Jorge Nieves | Spectateurs : 46 000 Arbitrage : Jorge Nieves |
| Taffarel - Cafu, Aldair, Gonçalves, Roberto Carlos - Dunga, Flávio Conceição ( 62e Zé Roberto), Denílson, Leonardo ( 79e Mauro Silva) - Ronaldo, Edmundo ( 67e Paulo Nunes) · Entraîneur : Mário Zagallo | Équipes                                    | Trucco - O. Sánchez, Sandy, J. Peña, S. Castillo - Cristaldo, V. Soria, Baldivieso, E. Sánchez - Moreno ( 74e Coimbra), Etcheverry · Entraîneur : Antonio López Habas |                | Spectateurs : 46 000 Arbitrage : Jorge Nieves | Spectateurs : 46 000 Arbitrage : Jorge Nieves |

## Navigation